# Rock eletrônico
Rock eletrônico (português brasileiro) ou Rock eletrónico (português europeu) (também conhecido como synth rock, electro rock, techno-rock ou digital rock) é um gênero musical que envolve uma combinação de rock e música eletrônica, apresentando instrumentos tipicamente encontrados em ambos os gêneros.
Originou-se no final da década de 1960, quando as bandas de rock começaram a incorporar instrumentação eletrônica em suas músicas. Atos de rock eletrônico geralmente fundem elementos de outros estilos musicais, incluindo punk rock, rock industrial, techno e synth-pop, o que ajudou a estimular subgêneros como indietronica, dance-punk e electroclash. Na década de 1980, a banda inglesa New Order foi pioneira na união do rock com a música eletrônica dançante, criando uma vertente chamada de dance-rock.

## Estilo
Assim como o psytrance foi combinado com guitarras e vem gerando várias misturas apreciadas por uma grande fatia de admiradores de música eletrônica, o electrohouse e o techno vem sendo misturados com vários instrumentos, antes só utilizados no rock (como guitarras distorcidas e baterias agressivas).